# 阿爾塔蒙特 (馬里蘭州)
阿爾塔蒙特是位於美國馬里蘭州加勒特縣的一個非建制地區。 阿爾塔蒙特坐落於美國東部分水嶺上，介於流入大西洋之薩維奇河（Savage River）的支流克雷伯特利溪（Crabtree Creek），與最終流入墨西哥灣的亞克給尼河（Youghiogheny River）的支流小亞克給尼河之間。巴爾的摩與俄亥俄鐵路的主線在此跨越分水嶺，今天這段路線屬於CSX運輸的山岳次分區（Mountain subdivision）。馬里蘭州州道135號與495號在阿爾塔蒙特交會。

## 歷史
阿爾塔蒙特（Altamont）地名來自於西班牙文，意為「高山」

## 地理
阿爾塔蒙特所處的海拔為高於海平面803米（即2633英呎），時區為UTC-5（北美东部時區，EST）。本地亦採用夏令時間，為UTC-5調快一小時，即UTC-4（EDT）。